# Jordi Lluís de Nassau-Dillenburg
Jordi Lluís de Nassau-Dillenburg (en alemany Georg Ludwig von Nassau-Dillenburg) va néixer a Beilstein el 4 de març de 1618 i va morir a Dillenburg el 16 de maig de 1656. Era un príncep de la Casa de Nassau, fill de Lluís Enric (1594-1662) i de Caterina de Sayn-Wittgenstein (1588-1651).

## Matrimoni i fills
El 19 de febrer de 1638 es va casar a Coppenbrügge amb Anna Augusta de Brunsvic-Wolfenbüttel (1612-1673), filla del duc Enric Juli (1564-1613) i de la princesa de Dinamarca Elisabet d'Oldenburg (1573-1625). El matrimoni va tenir sis fills:
- Elisabet (1639-1641)
- Sofia (1640-1712)
- Enric (1641-1701), príncep de Nassau-Dillenburg, casat amb la princesa Dorotea Elisabet de Schlesien-Liegnitz (1646-1691).
- Carlota (1643-1686), casada primer amb el comte August de Leignitz (1627-1679), i després amb el comte Ferran d'Aspremont Lynden (1643-1708)
- Elisabet (1652-1670)
- Anna (1652)